# Государственный комитет УССР по телевидению и радиовещанию
Государственный комитет Украинской ССР по телевидению и радиовещанию (Гостелерадио Украинской ССР) - орган исполнительной власти Украины, осуществлявший руководство телевидением и радиовещанием на Украине с 1957 до 24 мая 1991 года, её государственная вещательная организация.

## Деятельность
Телерадиоорганизация вела:
- в 1 февраля 1939—19 января 1965 гг. — вещание по киевской телепрограмме, состоявшей только из киевских передач;
- в 20 января 1965—24 мая 1991 гг. — вещание по украинской республиканской телепрограмме (в 1965-1972 гг. — совместно с комитетами по телевидению и радиовещанию областей), в 1965-1972 гг. состоявшей из республиканских передач и передач 1-й программы Центрального телевидения, в 1972-1991 гг. - только из республиканских передач;
- в 1981-1991 гг. — вещание по киевской телепрограмме, состоявшей из местных передач и передач Образовательной программы;
- в 1933—24 мая 1991 гг. — вещание по украинской республиканской 1-й радиопрограмме, состоявшей из местных передач и передач 1-й программы Всесоюзного радио;
- в 22 апреля 1965—24 мая 1991 гг. — вещание по украинской республиканской радиопрограмме «Промынь».

## Подчинённость и руководство
Находилась в двойном подчинении Государственного комитета СССР по телевидению и радиовещанию и Совета Министров Украинской ССР. Возглавлялся председателем, назначавшимся Верховным Советом Украины.

## Подразделения
- были подчинены главная редакция программ и выпуска Украинского телевидения;
- тематические главные редакции Украинского телевидения (информации, пропаганды, промышленности, строительства и сельского хозяйства, литературно-драматических передач, музыкальных передач, детских передач, передач для молодёжи, научно-популярных и учебных передач);
- главные редакции программ и выпуска Украинского радио;
- тематические главные редакции Украинского радио (информации, пропаганды, промышленности, строительства и сельского хозяйства, литературно-драматического вещания, музыкального вещания, вещания для детей и молодёжи).

## Активы
Подведомственными предприятиями комитета являли Республиканский телецентр, Республиканский дом радиовещания и звукозаписи и Украинская студия телевизионных фильмов, подведомственными организациями - комитеты по телевидению и радиовещанию всех областей УССР.
1. ↑ Родовід" Державного комітету телебачення і радіомовлення та інших органів, що регулювали діяльність ЗМІ
2. ↑ Історія створення та діяльності Державного комітету телебачення і радіомовлення України (Держкомтелерадіо)
3. ↑ История Украинского телевидения